# Национальный дух

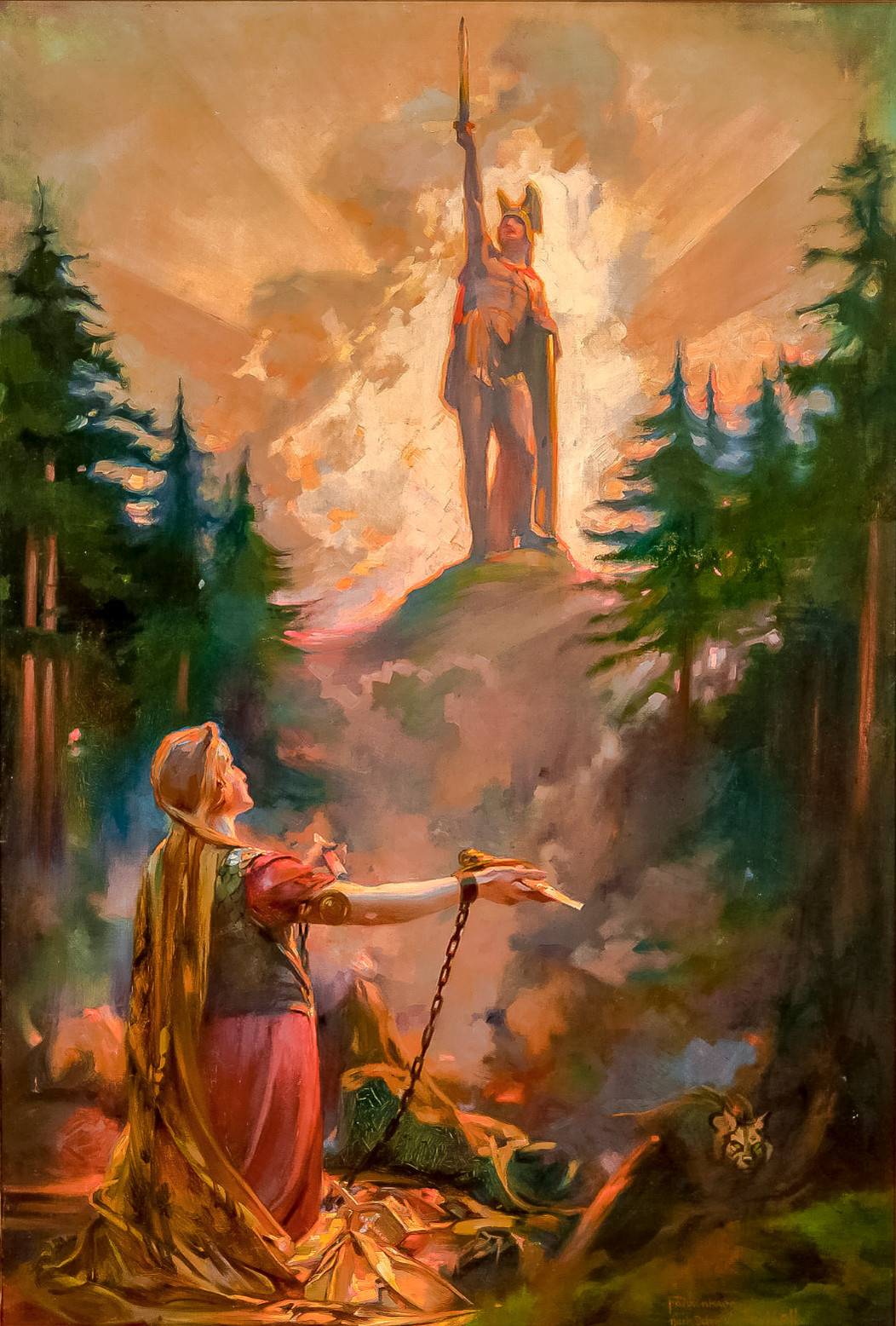
Германия в цепях — да разорвут их херуски, открытка, художник Людвиг Фаренкрог, представитель движения фёлькише. Изображены аллегория Германии перед Арминием, вождём древнегерманского племени херусков, ставшим национальным героем Германии

Национальный дух (дух нации, также народный дух, нем. Volksgeist, гений нации, народная душа) — ненаучное, часто философское понятие; сверхиндивидуальное бытие, проявляющееся в объективном духе у представителей конкретного народа; понятие в рамках персонификации нации, приписывания культуре черт индивида; ключевое понятие философии истории времён романтического национализма, а также понятие в рамках этнического национализма. Народ рассматривается как своего рода единый организм, наделённый общей духовностью и общим психическим складом. Близким понятием является национальный характер. Понятие национального духа (нем. Nationalgeist) введено в 1760-е годы немецкими юристом Юстусом Мёзером и мыслителем Иоганном Готфридом Гердером.
В рамках национально-государственной историографии тема «национального характера» часто включает существенный компонент антиисторизма, поскольку «национальный характер» и «национальный дух» часто понимаются как неизменные. По меньшей мере с периода романтизма «исторический путь» нации рассматривался как предопределённый. Источником социокультурной особенности той или иной группы часто определяются биологические, природные свойства. Эти свойства могут именоваться «народный дух», «культурный тип», «менталитет», свойства «расы». Все эти обозначения выполняют ту же функцию, которую в классическом расизме выполняет «кровь» (или «гены»): они предполагают наследование социальных признаков. Биологизация этнической идентичности и интерпретация культуры и поведения людей как проистекающих из генетической наследственности являются элементами расовой идеологии, которая в результате распространения этих взглядов продолжает присутствовать в обществе.

## Понятие и содержание
Народный дух понимается не как метафизическая абстракция, поэтому считается, что он проявляется в особенностях исторического и языкового развития народа и следовательно в типичных для него духовных произведениях. Утверждается, что, имея общий «дух», народ должен иметь и общие интересы, разделять единую идеологию, иметь единое общенародное государство; в некоторых случаях утверждается, что он также должен иметь одну партию и единого вождя, что должно исключить борьбу классов, «вредящую» единству народа.
Проявления «национального характера» или «национального духа» нередко демонстрируются историей военных конфликтов. Утверждается, что даже в условиях военных поражений или потери политической независимости «свой» народ проявляет такие «личностные» качества, как «стойкость», «мужество», «героизм», «любовь к родине» и др. Если народ, напротив, одерживает военные победы и захватывает территории, согласно национальной историографии, он проявляет «справедливость», «милосердие» и др. Национальный характер может увязываться с национальным превосходством, рассматриваясь как основа «достижений» (трудолюбие‚ талантливость и др.), так и как причина их отсутствия.

## Развитие представлений
Самоидентификация вольно или невольно происходит через сопоставление с другими. Этот подход транслируется также на нацию, рассматриваемую в качестве целостности и наделяемую персонифицированными чертами, такими как национальный дух.
Около XVII века в практической дипломатии возникло обыкновение замечать и сравнивать друг с другом национальные характеры. Позже оно привело к появлению самого термина «национальный дух» (l’esprit des nations) у Боссюэ и французских просветителей, особенно у Вольтера и Монтескьё. Под влиянием Монтескьё Фридрих Карл фон Мозер выпустил книжечку (56 страниц) «О немецком национальном духе» (Von dem deutschen Nationalgeist, 1765), вызвавшую обширную дискуссию.
Идея народного духа или духа народов впервые была чётко выражена у Иоганна Гердера. В начале XIX века Гердером был издан сборник «Голоса народов в песнях», помимо народных песен, включивший также авторские стихотворения, чем Гердер стремился показать единство литературы и проявление в её пределах «народного духа». Идея народного духа составила часть структуры философии истории Гегеля. Фридрих Савиньи использовал эту идею в качестве принципа объяснения в рамках своего учения о праве. Идея становилась всё более позитивистской в работах ряда философов вплоть до Вильгельма Вундта в рамках его психологии народов.
С понятием национального духа тесно связан этнический национализм, который появился в Германии на рубеже XVIII—XIX веков, когда страна была раздроблена. В его основе лежала идея культурного единства всех немцев независимо от государственной принадлежности. Теоретически это обосновал Иоганн Гердер, первым приписавший культуре черты индивида. Основу германского национализма составляло холистическое представление о населении, которое объединено общими языком и культурой и представляет собой своего рода единый организм, наделённый общей духовностью и общим психическим складом, что отличает его от таких же характеристик других народов. Духовность передаётся из поколения в поколение, то есть якобы наследуется биологическим путем и связывает народ и с определённым физическим обликом. Эта связь обусловливает большую глубину и непрерывность истории народа, что позволяет искать его корни в далёком прошлом. Распространено представление, что именно в отдалённом прошлом народ обладал первозданной культурной и биологической чистотой.

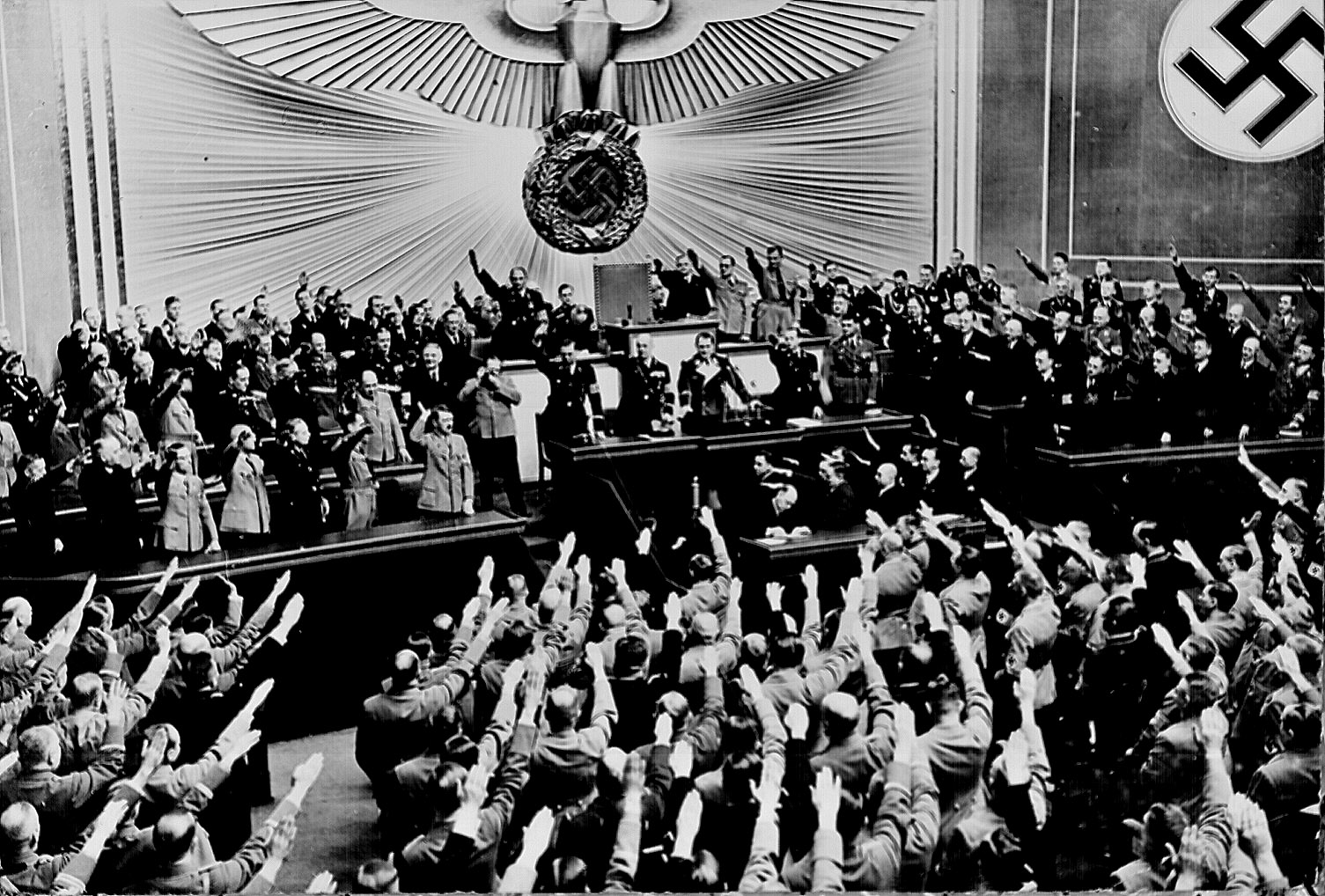
Адольф Гитлер сообщает депутатам рейхстага об аншлюсе Австрии, март 1938

Имея общий «дух», народ должен иметь и общие интересы, разделять единую идеологию. Радикальный национализм (интегральный национализм) признаёт деление общества на социальные группы или классы, но рассматривает их в качестве функциональных категорий, работающих на общее дело. Идеальной политической организацией считается единое общенародное государство с одной партией и одним лидером, что должно исключить борьбу классов. В нацизме эта идея выражена в лозунг: «Один народ, одна партия, один фюрер». До нацизма сходную позицию занимали русские черносотенцы. Культуры народов представляются как строго локальные, развивающиеся своим путём и неспособные достичь полного взаимопонимания по причине различного «народного духа».
«Народный дух» часто отождествляется с религией, поэтому возникает стремление создать или возродить собственную религию или национализировать одну из мировых религий. Генрих Гейне связывал национализм с язычеством. Разделявший его мнение философ Н. А. Бердяев отмечал закономерность тенденции перехода германского антисемитизма в антихристианство. Публицист Д. С. Пасманик (1923) писал, что последовательный антисемитизм должен отвергать не только иудаизм, но и христианство.
Утверждается, что «дух» народа определяется конкретным природным окружением, и тесные контакты с другими культурами разрушают «дух нации». Исторический процесс рассматривается в качестве борьбы разных народов и рас. Стремление сохранить культуру в «первозданной чистоте» и защитить свой народ от якобы враждебных ему народов и рас приводит к идее этнических чисток.
Русский философ Иван Ильин понимал язык как «фонетическое, ритмическое и морфологическое выражение народной души».

## Критика представлений
Алексис де Токвиль писал о создателях национальных «Историй», они «не только отказывают любым отдельным гражданам в возможности влиять на судьбу своего народа, но также отнимают у самих народов возможность изменять собственную участь… По их мнению, каждая нация имеет свою неизбежную судьбу, предопределяемую её положением, происхождением, её прошлым и врожденными особенностями, и эту судьбу никакие усилия не смогут изменить. Они представляют поколения в их неразрывной взаимосвязи и, восходя таким образом от векa к веку, от одних неизбежных событий к другим неизбежным событиям, достигают времен сотворения мира и куют мощные цепи, опутывающие весь род людской».